# みろ
みろ（6月3日 - ）は、日本のアクション女優・アクション監督・プロデューサー・歌手・格闘家。身長は160cm、血液型はA型。アクション映画製作会社ＭｉＲｏ ＭＡＸ代表・コンプリート☆キッズ所属。

## 人物
幼い頃から身体を動かすこと・歌う事が好きで、学生を卒業後スタイリストの道へ。その後、武道・アクションに目覚め佳本周也に弟子入りしノウハウを学ぶ。ＴＶ・映画・ＣＭ等のアクション監督を務めながら、自らアクション映画の主演＆主題歌を多数務めている。２０２３年３月公開の映画「BACK FIGHTER」では本格的アクション映画で主演・アクション監督・主題歌を務めている。
- 趣味は、音楽、映画鑑賞、ウエイトトレーニング。
- 特技は、アクション、空手、テコンドー、ダンス、ドラム、キックボクシング、バレー、ローラースケート、スタイリング。
- 資格・免許は、空手５段、テコンドー3段、普通自動車、大型自動二輪。

## 出演

### テレビ
- さとうきび畑の唄
- 法医学教授の事件ファイル
- 海筋肉王VIKING
- 天下無敵 男子禁制 危廉陣女子学園

### CM
- コナカ
- フジカラー
- バイク急便
- 世界陸上
- 太田胃酸
- ハンゲーム「FIGHTERS CLUB」（2012年）
- キンカン

### 映画
- ミートボールマシーン
- アキハバラ@DEEP
- 喧嘩上等 天下高校（2009年公開）- みき 役
- ストイックガール 完全版（2009年10月公開） - 吾垣ラン 役（主演）
- B-ON（2010年2月公開） - 楓淳子 役
- B-ON 美女木兄弟戦争篇（2010年4月公開） - 楓淳子 役
- 学忍（2010年9月公開）- 真宮遊里役
- ブラックハイスクール/裏黒（2011年7月）出演・主題歌「RIGRO」
- ブラックハイスクール/黒白（2011年7月）出演・主題歌「RIGRO」
- ブラックハイスクール/白光（2011年9月）出演・主題歌「RIGRO」
- デスヤンキーへの道 中坊篇（2011年9月）
- デスヤンキー 高校生篇（2011年11月）
- デスヤンキー 死闘篇（2011年11月）
- to-be（2011年12月）
- G→ON（2012年3月）主演
- ワーストギア（2012年4月）
- ワルガール（2012年6月）主演・主題歌「BEST FRIENDs」
- 少年ギャング（2012年6月9日公開）
- B→ON「死闘篇」（2012年7月28日公開）- 楓淳子 役
- B→ON「決闘篇」（2012年7月28日公開）- 楓淳子 役
- DOUBLE X（2012年8月26日公開）
- G.F.G 〜ゴールデン・ファンキー・ガール〜（2012年9月29日公開）主演
- B→ON.R（2012年11月11日公開）- 楓淳子 役
- GANG JUDGE（2012年11月11日公開）
- ヤンキーロード（2013年2月16日公開）
- ローリングQ（2013年2月16日公開）- 紡里浦水役（主演）・主題歌「Vein of life」
- ごくやん~極道ヤンキーティチャー（2013年3月30日公開）- 一カオル役（主演）
- BEN BEN（2013年6月15日公開）
- BEN BEN ZERO~爆裂ヤンキー伝（2013年6月15日公開）出演・主題歌「灯火」
- デッド・ヤンキー・デッド（2013年8月24日公開）出演・挿入歌「CROSS」
- WELLDONE~極道兄弟（2013年8月24日公開）
- BOMBER~ヤンキーポリス（2013年10月12日公開）
- ごくやん〜突破口篇〜（2014年6月8日公開）主演
- 少女ギャング（2014年10月5日公開）
- 荒くれKING（2014年11月30日公開）
- シャドー~After the GAKUNIN~（2015年1月17日公開）真宮遊里役
- ごくやん〜絆篇〜（2015年3月15日公開）- 一カオル役（主演）
- ドラゴンヤンキー（2015年3月15日公開）
- バッドキング（2015年5月31日公開）
- DEMOLITION（2015年7月25日公開）
- ダる。（2015年9月25日公開）
- BACK FIGHTER主演（2022年3月8日公開）
- FLY-ZERO-（2023年公開）

### オリジナルビデオ
vシネマ
- HONEST（2007年、ロマネプロモーション）
- 虎剣心（2007年、ロマネプロモーション）
- シャドーガール（2007年、ロマネプロモーション）
- シャドーガール2（2007年、ロマネプロモーション）
- シャドーガール3（2008年、ロマネプロモーション）
- StarRainbows（2008年、ロマネプロモーション）
- 華城流忍法帖（2008年、ロマネプロモーション）
- 危廉陣女子学園前後編（ZENピクチャーズ）
- メモリーシーフZERO（2008年、zenピクチャーズ）
- 〜がんばれ僕らの〜ママドルヒロイン スーパーエンジェル アスカ（2008年、zenピクチャーズ）
- シュレード（2008年、zenピクチャーズ）

その他
- アクション女優姉妹（2007年7月、ロマネプロモーション）共演：奈之未夜
- BALLON ACTION〜MIRO〜（2007年7月、テストデ出版社）
- 夏だ!!ビーチボールに水風船 アクション女優姉妹（2007年8月、テストデ出版社）共演：奈之未夜
- アクション フラフープ〜MIRO〜（2007年8月、テストデ出版社）
- アクション バランスボール〜MIRO〜（2007年8月、テストデ出版社）
- アクション女優姉妹〜マッスル編〜（2007年9月、ロマネプロモーション）共演：奈之未夜
- アクション女優姉妹〜カンフー編〜（2007年9月、ロマネプロモーション）共演：奈之未夜
- アクション女優姉妹〜格闘技編〜（2007年9月、ロマネプロモーション）共演：奈之未夜
- アクション女優スリーズ（2007年10月、ロマネプロモーション）共演：奈之未夜、留川裕美
- アクション女優スリーズ2（2007年10月、ロマネプロモーション）共演：奈之未夜、留川裕美
- アクション女優姉妹〜リアクション編〜（2007年10月、ロマネプロモーション）共演：奈之未夜
- アクション女優 刀（2008年4月、ロマネプロモーション）共演：奈之未夜、留川真帆
- アクション女優 刀 浴衣編（2008年4月、ロマネプロモーション）共演：奈之未夜、留川真帆
- アクション女優 格闘技（2008年4月、ロマネプロモーション）共演：奈之未夜、留川真帆
- アクション女優 アクション稽古（2008年4月、ロマネプロモーション）共演：奈之未夜、留川真帆
- アクション女優銃拳道（2008年4月、ロマネプロモーション）共演：奈之未夜、留川真帆
- 袴アクション女優姉妹（2008年9月、ロマネプロモーション）共演：奈之未夜

### 監督作品
- ラ ン〜復讐という名の運命〜
- 心の扉
- 裏道
- Re:由真です。
- ビトレイG